# 杨荫寰
杨荫寰（1913年—1983年），字琢之，安徽桐城人。国民革命军少将。

## 生平
中央军校第11期炮科、陆军大学第18期毕业。
抗战胜利后，1945年9月6日第一战区前进指挥所副主任李昆岗同第一战区司令部作战科长杨荫寰乘军用飞机抵郑州，开设前进指挥所，先遣接收郑州日军投降。
1947年3月任整编第48旅（旅长何奇）第143团团长，3月3日在西华池战斗中所部在北大街被歼灭。
宜川瓦子街战役刘堪整编军被歼灭后，留守洛川的第143团团长杨荫寰被提升为整编第61旅（属整编第90师序列）少将旅长。杨荫寰把洛川县城的各部整编扩充，计有（整编第17师整编第48旅）第143团自兼团长，整61旅第182团，（整编第90师整编第53旅）第157团第2营补充各县保安团恢复团建制，陕北保安第15团一个大队补充4个县保安队恢复为3个营建制。洛川守军有刘堪整编军的整27师、整90师增援宜川留下的大量重装备并囤积了供应陕北国军主力作战的大量粮食、械弹。杨荫寰督率军民赶修、加固城防工事外，以正规军守城并配合县保安团，据城周天然沟壑与碉堡坚守。
1948年3月6日至4月25日率新组建的整编第61旅4个团的兵力，固守洛川县城抗击西野主力围攻40多天。
西北野战军以围城打援办法调动国民党援军于运动中予以歼灭，并为收复延安创造条件。3月4日，西北野战军彭德怀、张宗逊、赵寿山联名发布作战命令：为截断延安到咸阳的公路、消灭分散之敌、夺取小城市、扩大解放区。野战军司令部决定，由张宗逊率领一、四纵队进攻中部县和宜君，二纵进攻白水县、蒲城，三、六纵队进攻洛川。西北野战军一直粮食供应高度紧张，攻克洛川可以应该至少能缴获粮食13000石（1石折合300斤），可供全军食用25天。
3月9日，第三、第六纵队的4个旅进入指定位置，完成了对洛川守军的包围，于3月11日开始攻城。洛川地下党都公开了身份，担任了区、乡长，为解放大军筹粮运草，输送军用物资支援前线。由于刘堪的机动兵团被全歼，此时胡宗南在洛河以东、黄河以西的关中北部广大地区兵力极为单薄，只有整编第135旅、暂编第2旅、新编第9旅、骑兵第2旅分散守备；黄龙山以西的中部县、宜君和黄龙山以南的白水、蒲城、合阳、石堡地区，仅有3个保安团及各县保警队守备。因此杨荫寰整编第61旅固守洛川，吸引西北野战军主力逡巡不南下对胡宗南急调兵力回防关中具有全局决定性战略意义。
裴昌会兵团迅速收拢兵力，从灵宝、陕州等对抗陈赓兵团的豫西陇海铁路沿线迅速回防关中，以数百辆美制十轮大卡车集中装运该兵团的先头部队——整编第36师第28旅、第123旅驰援蒲城。3月11日，这两个旅便已进抵蒲城，西野二纵乘虚袭占蒲城的可能性已不复存在。
从1948年3月23日起，西北野战军第三纵队向洛川发起攻击未奏效。24日，又一次冒雪进攻，占领飞机场。25日攻占窑子村等重要据点。3纵队独2旅、独5旅、6纵队从东、北、南及其两侧向洛川城发起总攻。3次攻击未果，于拂晓前撤出战斗。4月10日，又发起猛攻，洛川守军杨荫寰急向胡宗南求援。胡令其加强工事，死守待援。
经过月余的猛烈围攻，西野伤亡1500余人，只攻占了洛川城防几个外围据点，给敌以严重打击，但石家庄北桥核心阵地难下，城周碉堡战沟纵横交错，国军火力占绝对优势，又有飞机掩护，要攻下县城尚需相当时日并需付出一定代价。而西安绥靖公署副主任兼第五兵团司令官裴昌会集结了5个整编师11个整编旅，4月5日留下部分兵力固守据点，指挥4个整编师8个整编旅兵力由铜川出发，沿咸延公路北上，援救洛川。
鉴于瓦子街惨败教训，第五兵团行动非常谨慎，各部队齐头并进，互为掩护，决不允许冒进和分散，采取缓进稳打的方针，部队出发前都要派出几支侦察部队在周围十几公里的范围内进行地毯式清查，如果有异常情况和风吹草动马上报告，从4月5日至11日整整七天行军第五兵团仅仅向前推进了五十二公里，而且到达宜君之后就原地不动，延安方向的守军整编第十七师更是坚守不出。西北野战军以第一、二、四纵队7个旅的兵力运动中歼灭援军的计划难以实现。
时值春荒，西北野战军在黄龙山区的筹粮工作极为困难；加之各部队长时间在雨雪交加的野外待机，生病减员与日俱增。彭德怀决心结束黄龙山地区对洛川攻城打援，全军转移另寻战机。4月7日，彭德怀命令许光达率三纵继续围攻洛川以迷惑敌人，第一、二、四、六纵队西移马栏、转角、庙湾、照金地区。
4月9日，各纵队从黄陵地区出发，12日到达旬邑县马栏镇集结。1948年4月13日，彭德怀在马栏召集西野旅以上干部会议，决定率主力撤离洛川城下发起西府战役，就食宝鸡，留许光达的西野三纵（约1.2万人）继续围攻洛川县城。1948年4月25日，整61旅杨荫寰部和洛川保安团、国民党党政人员与从延安撤下来的整编第17师共约30000余人弃城沿洛白大道南逃。
1948年11月调任第二十七军第47师师长。1949年4月第61师被歼灭，改任西安绥靖公署少将高参兼参谋处副处长。1950年2月任西南军政长官公署干训团干训班主任兼学生队长。1950年3月31日西昌战役中，在西昌彝区甘相营被俘。